# Superliga (Irak)
De Superliga is de hoogste voetbalcompetitie in Irak, met op het moment 20 voetbalclubs. De competitie is opgericht in 1974.

## Voor de uitbreiding
Voor 1974 zaten er alleen teams uit de hoofdstad Bagdad in de Superliga. In die tijd heette de competitie dan ook de "Bagdad Superliga". Deze begon in 1962. Gedurende de 11 jaar van zijn bestaan, werd de competitie gedomineerd door één club: Al Shurta, die 5 van de 11 kampioenschappen won.

## De huidige competitie
Sinds de val van de Ba'ath Partij van dictator Saddam Hoessein zijn er enige drastische wijzigingen gemaakt in de competitie. Deze start in oktober, en eindigt in juli. In plaats van één grote competitie, is de Iraakse in 4 groepen verdeeld. Dit is omdat sinds de Amerikaanse inval het lastig is om door het hele land te reizen zonder risico's. Dus is de competitie verdeeld in Noord, Zuid, Bagdad 1 en Bagdad 2. In zowel de Noord- als de Zuidcompetitie zit één team uit Bagdad.
De beste 3 van elke groep gaan door naar de volgende ronde, en de laatste van elke groep degradeert naar de 2e divisie (in het seizoen 2004/2005 degradeerden er uit elke groep 3, aangezien er te veel teams (35) in de competitie zaten). De twaalf teams die door zijn gegaan worden opgesplitst in 4 groepen van 3, waarna elke ploeg twee keer tegen de andere speelt; één keer thuis en één keer. De eerste uit elke groep gaat vervolgens door naar de halve finale -ook één keer thuis en uit- en aan het eind de finale, die in een stadion in Bagdad wordt gespeeld. De verliezers van de halve finale strijden om de 3e plaats.
In het seizoen 2009/2010, dat begon in december 2009, stonden er 36 clubs aan de start van het seizoen. Van die 36 zijn er 10 gedegradeerd. De twee finalisten gaan ook door naar de Aziatische Champions League, en de nummer drie gaat naar de AFC Cup.

## Clubs (seizoen 2019/20)
- Al-Diwaniya
- Al-Hudood
- Al-Kahrabaa
- Al-Karkh
- Al-Minaa
- Al-Naft
- Al-Najaf
- Al-Qasim
- Al-Quwa Al-Jawiya
- Al-Samawa
- Al-Shorta
- Al-Sinaat Al-Kahrabaiya
- Al-Talaba
- Al-Zawraa
- Amanat Baghdad
- Erbil
- Naft Al-Junoob
- Naft Al-Wasat
- Naft Maysan
- Zakho

## Winnaars
Bagdad Superliga
Irak Superliga